# Leif Hedenberg
Leif Gunnar Hedenberg, född 26 juli 1921 i Lerum, död 27 oktober 2004 i Ekerö, Stockholms län, var en svensk skådespelare och regissör. Han anställdes vid Europafilm och Förberg Film som regissör, senare kom han att arbeta för Sveriges Television. Han var gift med skådespelerskan Ulla-Britt Hedenberg och far till skådespelaren Johan Hedenberg.

## Filmografi

### Roller
- 1946 – Kärlek och störtlopp
- 1946 – Iris och löjtnantshjärta
- 1948 – Du har blivit krigsman
- 1948 – Främmande hamn
- 1949 – Sjösalavår
- 1949 – Bohus Bataljon
- 1951 – Foreign Intrigue (TV-serie)
- 1953 – Flickan från Backafall
- 1955 – Giftas
- 1957 – Vägen genom Skå

### Regi
- 1969 – Ponydags

## Teater

### Roller
| År   | Roll        | Produktion                                                 | Regi              | Teater           |
| ---- | ----------- | ---------------------------------------------------------- | ----------------- | ---------------- |
| 1954 | Medverkande | Arsenik åt alla spetsar, revy Rune Moberg                  | Gösta Jonsson     | Boulevardteatern |
| 1954 | Medverkande | Hösten är vår, revy Lennart Anderzon och Tjadden Hällström | Tjadden Hällström | Boulevardteatern |
| 1955 | Medverkande | Oförskämt, revy Rune Moberg                                | Kåge Sigurth      | Boulevardteatern |

### Fotnoter
1. ↑  ”Leif Hedenberg”. Svensk Filmdatabas. http://sfi.se/sv/svensk-filmdatabas/Item/?type=PERSON&itemid=62388&iv=OVERVIEW. Läst 18 augusti 2012.
2. ↑  ”Teater Musik Film”. Dagens Nyheter:  s. 7. 30 december 1953. http://arkivet.dn.se/arkivet/tidning/1953-12-30/353/7. Läst 10 mars 2016.
3. ↑  ”Hösten är vår”. Tjaddens sidor i rymden. http://98.142.96.242/~sladdens/specialsidor/tjadden/revy_show/boulevard/hosten_ar_var/hosten_ar_var.html. Läst 10 mars 2016.[död länk]
4. ↑  ”Teaterannons”. Dagens Nyheter:  s. 25. 30 december 1954. http://arkivet.dn.se/arkivet/tidning/1954-12-30/353/25. Läst 10 mars 2016.